# Synallactida
De Holothuriida zijn een orde van zeekomkommers (Holothuroidea).

## Families
- Deimatidae Théel, 1882
- Stichopodidae Haeckel, 1896
- Synallactidae Ludwig, 1894